# Нічлава (дизель-поїзд)
«Нічлава» — іменний дизель-поїзд ДР1А-181 моторвагонного депо «Тернопіль».

## Історія появи назви
В 2009 році присвоїв дизель-потяг назву «Нічлава».
Цей дизель-потяг отримав назву в честь річки Нічлава.
Фахівці служби приміських пасажирських перевезень і моторвагонного депо Тернопіль обрали для підготовки електропоїзд ДР1А № 181, 1980 року випуску.
Ще один дизель-потяг ДР1А-329 назвали в честь річки Дністер.

## Історія дизель-потяга
Дизель-потяг був побудований у жовтні 1980 року на Ризькому вагонобудівному заводі. Від побудови був приписаний в локомотивне депо Тернопіль.
В 2009 році потяг зазнав капітального ремонту і згодом отримав назву на честь річки, яка протікає на південній частині Тернопільської області.
1 вересня 2011 року був переданий вже в моторвагонне депо Тернопіль.
В 2015 році цей дизель-потяг і всі решта стали гібридними.